# Az-Zazu
Az-Zazu (arab. الزعزوع) – wieś w Syrii, w muhafazie Ar-Rakka. W 2004 roku liczyła 779 mieszkańców.